# Paracylicolaimus brevisetosus
Paracylicolaimus brevisetosus is een rondwormensoort uit de familie van de Leptosomatidae. De wetenschappelijke naam van de soort is voor het eerst geldig gepubliceerd in 1970 door Platonova.